# Андрей Бергамский
Андре́й Берга́мский (лат. Andreas Bergomas, Andreas Bergamensis; умер не ранее 877) — раннесредневековый итальянский хронист. Написанная им «История» (лат. Andreae Bergomatis Historia), также известная под названием «Хроника Андрея, пресвитера Бергамского» (лат. Andreae presbyteri Bergomatis chronicon) — важный источник по истории Итальянского королевства IX века.

## Биография
Об Андрее Бергамском известно очень немного. Главный источник информации о нём — его «История» (лат. Historia), в которой он называл себя жителем Бергамо и пресвитером, а также сообщал, что в 875 году участвовал в перенесении тела скончавшегося императора Людовика II из Брешиа в Милан. Также предполагается, что Андрей Бергамский идентичен с тем «пресвитером Андреем», который назван посланцем (лат. missus) епископа Бергамо Гарибальда в документе, датированном 1 декабря 870 года.
Его латинская «История», состоящая из девятнадцати глав, по-видимому, так и осталась неоконченной и, подобно сочинению Эрхемперта, является продолжением «Истории лангобардов» Павла Диакона. 
Она начинается с краткого рассказа о преемственности королей лангобардов, основанном на сообщениях Павла Диакона. Со смерти Лиутпранда Андрей Бергамский начинает самостоятельное изложение событий. Главные источники его сведений — устные рассказы и некоторые более ранние документы, теперь утраченные и не поддающиеся идентификации. Основной предмет интереса историка — события на Апеннинском полуострове, особенно, связанные с его родным городом Бергамо. Даже рассказы о вне-итальянских событиях (мятеж сыновей Людовика I Благочестивого и Война трёх братьев) подаются в свете действий в них лиц, связанных с Итальянским королевством. Современные историки называют Андрея Бергамского одним из наиболее ярких представителей «лангобардского национализма». Особой похвалы автора удостаивается император Людовик II, успешной борьбе которого с сарацинами хронист посвятил несколько глав своего сочинения. «История» обрывается на сообщении о смерти императора Карла II Лысого в 877 году. Была ли она продолжена далее этой даты или автор не смог её по каким-либо причинам завершить — неизвестно.
Исторический труд Андрея Бергамского, не имеющий ни авторского заглавия, ни посвящения, ни введения, ни деления на главы, сохранился в двух средневековых рукописях, созданных в скриптории монастыря Санкт-Галлен. Первое печатное издание его было осуществлено в 1546 году.
Несмотря на краткость и отсутствие литературных достоинств, сочинение Андрея Бергамского — один из наиболее важных первоисточников по истории Апеннинского полуострова в Раннем Средневековье. Это единственная хроника IX века, созданная на территории Северной Италии (Ломбардии). Хотя сведения, сообщаемые Андреем Бергамским в начале своего труда не всегда точны, его свидетельства о современных ему событиях являются точными и в ряде случаев уникальными.

## Издания хроники
На латинском языке:
- Andreae Bergomatis historia. — Monumenta Germaniae Historica. Scriptores rerum Langobardicarum et Italicarum (SS rer. Lang.). 1. Scriptores rerum Langobardicarum et Italicarum saec. VI—IX. — Hannover: Impensis Bibliopolii Hahniani, 1878. — S. 220—230. — 636 S.

На русском языке:
- Андрей Бергамский. Хроника // Хроники Италии  / перевод И. В. Дьяконова. — М.: Русская панорама, 2020. — С. 10—27. — ISBN 978-5-93165-439-3.